# Головне управління аеродромного будівництва
Головне управління аеродромного будівництва (рос. ГЛАВНОЕ УПРАВЛЕНИЕ АЭРОДРОМНОГО СТРОИТЕЛЬСТВА НКВД СССР, ГУАС) - главк, який діяв в системі НКВС СРСР з 27 березня 1941 по 13 лютого 1946 року.

## Історія
У складі НКВД-УНКВД республік, країв і областей (в районах будівництва аеродромів) були створені управління (групи) аеродромного будівництва (УАС НКВД-УНКВД). Начальниками УАСів стали начальники НКВД-УНКВД; вони ж за сумісництвом призначалися уповноваженими НКВД СРСР на місцях з будівництва аеродромів. До 15 червня 1941 було розгорнуто будівництво 254 аеродромів, з них: 
- у Білорусі - 61,
- в Україні - 82,
- в Молдавії - 8,
- в Прибалтиці - 23,
- в Мурманської області і Карелії - 10,
- на Далекому Сході - 19,
- в Закавказзі - 10,
- у Ленінградській області - 12,
- в інших областях Росії - 29.

За повідомленнями з місць, будівництво деяких аеродромів закінчили вже до липня 1941.

## Робоча сила
Роботи вели силами ув'язнених, засуджених до виправно-трудових робіт (без утримання під вартою), будівельних батальйонів, військовополонених і колгоспників, мобілізованих місцевими органами влади. На 15 червня 1941 з 254 аеродромів будівництво 156 обслуговували ув'язнені, 11 - військовополонені; на роботах було зайнято 199 674 ув'язнених з ІТК та 44 490 з табірних підрозділів, 51920 засуджених до виправно-трудових робіт, 16017 військовополонених.
Для будівництва окремого аеродрому створювали управління будівництва даної спецточки, підпорядковане ГУАСу. При тих управліннях, на яких використовували працю ув'язнених, організовували лагпункти, підпорядковані територіальним ОИТК-УИТЛК УНКВД-НКВД.
За час існування главку в його безпосередньому підпорядкуванні було лише два ВТТ - В'ЯЗЕМСЬКИЙ, який з 2 липня 1941 по 14 лютого 1942 поставляв робочу силу на будівництва аеродромів в Тамбовській і Смоленській областях, і КАСПІЙСЬКИЙ, організований 24 березня 1943 наказом НКВД № 00588 для обслуговування СУ № 2 ГУАСу (будівництво нафтопроводу Махачкала-Астрахань-Саратов) і проіснував до закриття главку.
У 1941-1942 рр. не всі аеродромне будівництво НКВД було зосереджено в ГУАСу. Частина робіт виконували аеродромні організації ГУЛЖДС. Вони були передані в ГУАС наказом НКВС № 0029 від 8 січня 1943.
З середини 1942 при скороченні обсягу аеродромного будівництва на ГУАС почали покладати й інші завдання. Як робочу силу залучали вільнонайманих, будівельні батальйони, робочі колони трудмобілізованих, військовополонених, ув'язнених з ВТК та ВТТ.
8 грудня 1945 наказом Наркома внутрішніх справ СРСР № 001479 до складу Головного управління аеродромного будівництва було передане Управління особливого будівництва (УОС).
13 лютого 1946 наказом НКВС і НКСПТП № 025/1с ГУАС разом з усіма СУ був переданий Наркомату будівництва підприємств важкої промисловості (на виконання постанови РНК СРСР № 239 від 28 січня 1946). Будуправління передавали з усіма вільнонайманими робітниками, інженерно-технічним персоналом і службовцями, а також обладнанням, транспортом, матеріалами.